# Radula madagascariensis
Radula madagascariensis là một loài rêu tản trong họ Radulaceae. Loài này được Gottsche miêu tả khoa học lần đầu tiên năm 1882.